# Шёнвальде (Передняя Померания)
Шёнвальде (нем. Schönwalde) — община в Германии, районный центр, расположен в земле Мекленбург-Передняя Померания.
Входит в состав района Иккер-Рандов. Подчиняется управлению Иккер-Рандов-Таль. Население составляет 512 человек (2009); в 2003 г. — 588. Занимает площадь 20,95 км².
| Год  | Население |
| ---- | --------- |
| 1991 | 589       |
| 1995 | 585       |
| 2000 | 579       |
| 2005 | 542       |
| 2010 | 490       |
| 2013 | 468       |